# Mordella baidensis
Mordella baidensis là một loài bọ cánh cứng trong họ Mordellidae. Loài này được Blackburn miêu tả khoa học năm 1891.